# 陈智略
陈智略，隋朝末年唐朝初年将领。
陈智略在隋朝属于骁果，宇文化及杀死隋炀帝后，北上中原，败于李密。618年七月，于是转进汲郡、魏县，陈智略率领一万多岭南骁果，樊文超率江淮骁果，张童儿率领江东骁果，一起投降了李密。九月，李密紧接着迎战王世充，陈智略、樊文超、单雄信认为王世充的兵少，以刚刚归附的江淮士卒之锐气，可以成功。李密决定与王世充交战。裴仁基苦苦争辩，不能说服众人。九月十二日清晨，李密战败，部众溃散，将领张童仁、陈智略都投降了王世充，王世充攻克偃师，李密和一万多人逃往洛口。
620年九月，唐朝秦王李世民出征王世充，以五百骑先观战地，与王世充部下万余人相遇会战。王世充骁将单雄信领骑直趋李世民，尉迟敬德跃马大呼，横刺雄信坠马。尉迟敬德护卫李世民出重围，率骑兵与王世充交战。屈突通带领大军随后赶到，王世充军队大败，王世充只身逃脱。唐军活捉了王世充的冠军大将军陈智略，斩首一千多级，俘虏手持盾牌长矛的排槊兵六千人。
唐高祖以南方变民尚多，621年八月二十一，以左武候将军张镇周为淮南道行军总管，左武候大将军陈智略为岭南道行军总管，前去镇抚。